# Маттіас Швайгхьофер
Маттіас Швайґгефер (нім. Matthias Schweighöfer нар. 11 березня 1981 року, Анклам, НДР) — німецький актор, режисер, продюсер і сценарист.

## Кар'єра
Народився в місті Анкламі, федеральна земля Мекленбург — Передня Померанія. Вступив і навчався у відомій школі акторської майстерності ім. Ернста Буша, але кинув заняття через рік. Проте, будучи сином акторської родини, він вже встиг попрацювати з таким знаменитим режисером як Пітер Гріневей.
З 2000 року знімається в кіно і на ТБ. У першому ж році отримав телевізійну нагороду як «Кращий Молодий Виконавець» за роль у фільмі «Verbotenes Verlangen — Ich liebe meinen Schüler». З 2004 року почав працювати на театральній сцені. Грав в берлінських театрах «Volksbühne» і «Hebbel». Акторський талант Швайґгефер неодноразово демонстрував в різних ролях. У 2007 році він зіграв роль німецького льотчика-винищувача Першої світової війни Манфреда фон Ріхтгофена у фільмі «Червоний Барон».

## Особисте життя
У період між 2004 і 2012 роками Швайґгефер зустрічався з Ані Шромм (нім. Ani Schromm) вони відновили відносини в 2013 році. У них є дочка Грета (нар. 1 травня 2009) і син Валентин (нар. 17 лютого 2014 року). Сім'я Швайґгефера в даний час проживає в Берліні.

## Фільмографія

### Актор
| Рік         |    | Українська назва                      | Оригінальна назва                                        | Роль                    |
| ----------- | -- | ------------------------------------- | -------------------------------------------------------- | ----------------------- |
| 1994        | с  | Лікарі                                | Ärzte                                                    | Dr. Vogt Freundschaften |
| 1997        | тф | Зі шкіри геть                         | Raus aus der Haut                                        | -                       |
| 1998        | ф  | Таємниця старовинного склепу          | Spuk aus der Gruft                                       | Torsten                 |
| 1998        | тф | -                                     | Ein Mann fällt nicht vom Himmel                          | Dieter                  |
| 1998        | с  | -                                     | Siska                                                    | Benny Daum              |
| 1999        | с  | -                                     | Dr. Stefan Frank - Der Arzt, dem die Frauen vertrauen    | Ingo Taschke            |
| 1999        | с  | -                                     | Siska                                                    | Sebastian Freese        |
| 2000        | кф | -                                     | Mein Freund, seine Mutter und die Elbe                   | Tom                     |
| 2000        | кф | Чужа земля                            | Fremdes Land                                             | Thomas                  |
| 2000        | тф | -                                     | Verbotenes Verlangen - Ich liebe meinen Schüler          | Ben Simon               |
| 2000        | тф | -                                     | Spuk im Reich der Schatten                               | Torsten                 |
| 2000        | ф  | Друзі                                 | Freunde                                                  | Speedy                  |
| 2000        | тф | Поцілуй мене, Фрош                    | Küss mich, Frosch                                        | Prince Dietbert         |
| 2000        | кф | -                                     | 3 Tage 44                                                | Albert                  |
| 2000        | тф | -                                     | Babykram ist Männersache                                 | Malte                   |
| 2001        | с  | Телефон поліції - 110                 | Polizeiruf 110                                           | Daniel Cross            |
| 2001        | тф | -                                     | Vorspiel mit Nachspiel                                   | Jan Quinn               |
| 2001        | ф  | Стрімголов                            | Herz im Kopf                                             | Dirk Bachmann           |
| 2002        | кф | -                                     | Ballett ist ausgefallen                                  | Holger                  |
| 2002        | ф  | Вночі в парку                         | Nachts im Park                                           | Hansen                  |
| 2002        | тф | Друзі друзів                          | Die Freunde der Freunde                                  | Gregor                  |
| 2002        | ф  | Страх.сом                             | FeardotCom                                               | Dieter Schrader         |
| 2003        | ф  | Акули пера                            | Soloalbum                                                | Ben                     |
| 2003        | ф  | -                                     | Hamlet_X                                                 | Osric                   |
| 2003        | ф  | Клас 99                               | Die Klasse von '99 - Schule war gestern, Leben ist jetzt | Felix                   |
| 2004        | тф | Бааль                                 | Baal                                                     | Baal                    |
| 2004        | тф | Холодна весна                         | Kalter Frühling                                          | Ben Lüders              |
| 2004        | ф  | Зупинка серця                         | Kammerflimmern                                           | Crash                   |
| 2005        | ф  | Бій 16                                | Kombat Sechzehn                                          | Daniel                  |
| 2005        | кф | Щасливий кінець                       | Happy End                                                | Junge                   |
| 2005        | тф | Шиллер                                | Schiller                                                 | Friedrich Schiller      |
| 2005        | кф | Іпохондрик                            | Hypochonder                                              | Felix Berthold Bux      |
| 2005        | ф  | Блакитноока Поллі                     | Polly Blue Eyes                                          | Ronald 'Ronny' Helske   |
| 2006        | тф | Лулу                                  | Lulu                                                     | Джек-різник             |
| 2006        | ф  | Синя мавпа                            | Der blaue Affe                                           | Laurin                  |
| 2007        | ф  | Світ диких тварин                     | Das wilde Leben                                          | Rainer Langhans         |
| 2007        | тф | Пізня дівчина                         | Ein spätes Mädchen                                       | Felix                   |
| 2007        | ф  | Фата Моргана                          | Fata Morgana                                             | Daniel                  |
| 2007        | ф  | Красунчик                             | Keinohrhasen                                             | Moritz                  |
| 2008        | кф | Ми любимо кіно - метро                | Wir lieben Kino - U-Bahn                                 | Him                     |
| 2008        | ф  | Червоний Барон                        | Der rote Baron                                           | Манфред фон Ріхтгофен   |
| 2008        | ф  | Архітектор                            | Der Architekt                                            | Jan Winter              |
| 2008        | ф  | Операція «Валькірія»                  | Valkyrie                                                 | Лейтенант Франц Хербер  |
| 2009        | тф | Моє життя - Марсель Райх-Раніцький    | Mein Leben - Marcel Reich-Ranicki                        | Марсель Райх-Раніцький  |
| 2009        | ф  | Примарний експрес                     | Night Train                                              | Frankie                 |
| 2009        | ф  | 12 метрів без голови                  | 12 Meter ohne Kopf                                       | Gödeke Michels          |
| 2009        | ф  | Любов до смерті обов'язкова           | Must Love Death                                          | Nerd # 1                |
| 2009        | ф  | Красунчик 2                           | Zweiohrküken                                             | Moritz                  |
| 2010        | с  | Tatort                                | Balthasar Staupen                                        |                         |
| 2010        | ф  | Дружба!                               | Friendship!                                              | Tom                     |
| 2010        | ф  | Втричі                                | 3faltig                                                  | Christl                 |
| 2011        | ф  | Що за хлопець?                        | What a Man                                               | Alex                    |
| 2011        | ф  | Закохана жінка                        | Rubbeldiekatz                                            | Alex                    |
| 2012        | ф  | Я нормально супер гуд                 | Russendisko                                              | Володимир Камінер       |
| 2013        | ф  | Ви розведені!                         | Schlussmacher                                            | Paul Voigt              |
| 2013        | ф  | Спокусник 2                           | Kokowääh 2                                               | Matthias                |
| 2013        | мф | -                                     | Keinohrhase und Zweiohrküken                             | Fuchs                   |
| 2013        | ф  | Фрау Елла                             | Frau Ella                                                | Sascha                  |
| 2014        | ф  | Батьківство                           | Vaterfreuden                                             | Felix                   |
| 2014        | ф  | Чоловічі помилки                      | Irre sind männlich                                       | Гість на вечірці        |
| 2014        | ф  | Бібі і Тіна                           | Bibi & Tina: Voll verhext!                               | Prinz Charming          |
| 2015        | ф  | Няня                                  | Der Nanny                                                | Clemens                 |
| 2016        | ф  | Ціна                                  | The Price                                                | Jonas                   |
| 2016        | мф | Робінзон Крузо: Дуже заселений острів | Robinson Crusoe                                          | Робінзон Крузо          |
| 2016        | ф  | Найкрутіший день                      | Der geilste Tag                                          | Енді                    |
| 2016        | ф  | Четверо проти банку                   | Vier gegen die Bank                                      | Макс                    |
| 2017        | с  | Найкраще шоу в світі                  | Die Beste Show der Welt                                  |                         |
| 2017        | ф  |                                       | Bullyparade: Der Film                                    | камео                   |
| 2017 — 2018 | с  | У розшуку                             | You Are Wanted                                           | Лукас Франке            |
| 2018        | ф  | Хот-Дог                               | Hot Dog                                                  | Тео                     |
| 2018        | ф  |                                       | Vielmachglas                                             | Ерік Руге               |
| 2018        | ф  | Курськ                                | Kursk                                                    |                         |
| 2019        | ф  | 100 речей і нічого зайвого            | 100 Dinge                                                | Тоні                    |
| 2019        | ф  | Опір                                  | Resistance                                               | Клаус Барбі             |
| 2021        | ф  | Армія мерців                          | Army of the Dead                                         | Людвіг Дітер            |
| 2021        | ф  | Армія злодіїв                         | Army of Thieves                                          | Людвіг Дітер            |
| 2022        | ф  | Плавчині                              | The Swimmers                                             | Свен                    |
| 2023        | ф  | Кам'яне серце                         | Heart of Stone                                           | "Валет Чирва"           |
| 2023        | ф  | Оппенгеймер                           | Oppenheimer                                              | Вернер Гейзенберг       |

### Режисер
- Що за хлопець? (2011)
- Joy of Fatherhood (2014)
- The Manny (2015)
- Армія злодіїв (2021)

## Роботи в театрі
- 2004-Eins, Zwei, Drei-Otto Ludwig Pfiffl-Hebbel Theatre, Берлін
- 2007-North — (реж. Франк Касторф)- Volksbühne, Берлін

## Премії та нагороди
- Премія німецького ТБ, 2000, ФРН
- Телепремія Гюнтера Страка, 2002
- Премія «Золота камера», 2003, ФРН
- Премія Адольфа Грімма, 2003, ФРН
- «New Faces», 2003
- «Bavarian Film Award», 2004
- Премія телефестивалю в Баден-Бадені-спеціальний приз, 2004
- Премія «DIVA», 2006
- Премія «Bambi», 2007, ФРН
- Премія «Undine» — Кращий молодий актор, 2005, 2007

## Цікаві факти
- Зріст 180 см.
- Вільно говорить німецькою, французькою та англійською мовами.
- Грає на фортепіано і скрипці.
- Любить писати поеми, його улюблений автор — Макс Фріш.
- Зі спорту любить біг і плавання.
- Незважаючи на аерофобію зіграв пілота Першої світової війни Манфреда фон Ріхтхофена в «Червоному бароні».